# Die Rollators

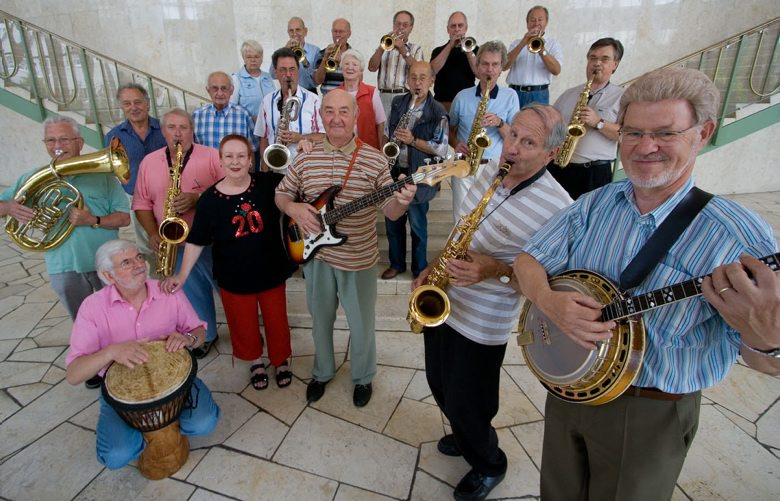
Die Rollators nach einer Probe im HR. Aufgenommen im Jahr 2007.

Die Rollators aus Frankfurt am Main gelten mit einem Durchschnittsalter von 72 Jahren (Stand 2009) als die älteste Rockband Hessens und wurden bekannt durch Songs wie Rollin durch die Rente und Born to Be Wild.
Die Band wurde 2002 bei einem Casting der Fernsehsendung Maintower des Hessischen Rundfunks gegründet und besteht aus sechs Frauen und 19 Männern. 2009 erhielt die Gruppe den Musikpreis des Deutschen Musikrats in der Sonderkategorie Musizieren 50+.

## Fernsehdokumentation
- Mit 70 auf der Bühne Dokumentation von Stephan Schäuble (Ausstrahlung 28. November 2009 auf Phoenix)[4]